# Садова-Ноуе
Садова-Ноуе (рум. Sadova Nouă) — село у повіті Караш-Северін в Румунії. Входить до складу комуни Слатіна-Тіміш.
Село розташоване на відстані 309 км на захід від Бухареста, 35 км на схід від Решиці, 103 км на південний схід від Тімішоари.

## Населення
За даними перепису населення 2002 року у селі проживали 286 осіб, з них 283 особи (99,0%) румунів. Рідною мовою 283 особи (99,0%) назвали румунську.